# St. Jakobus und Philippus (Mamhofen)

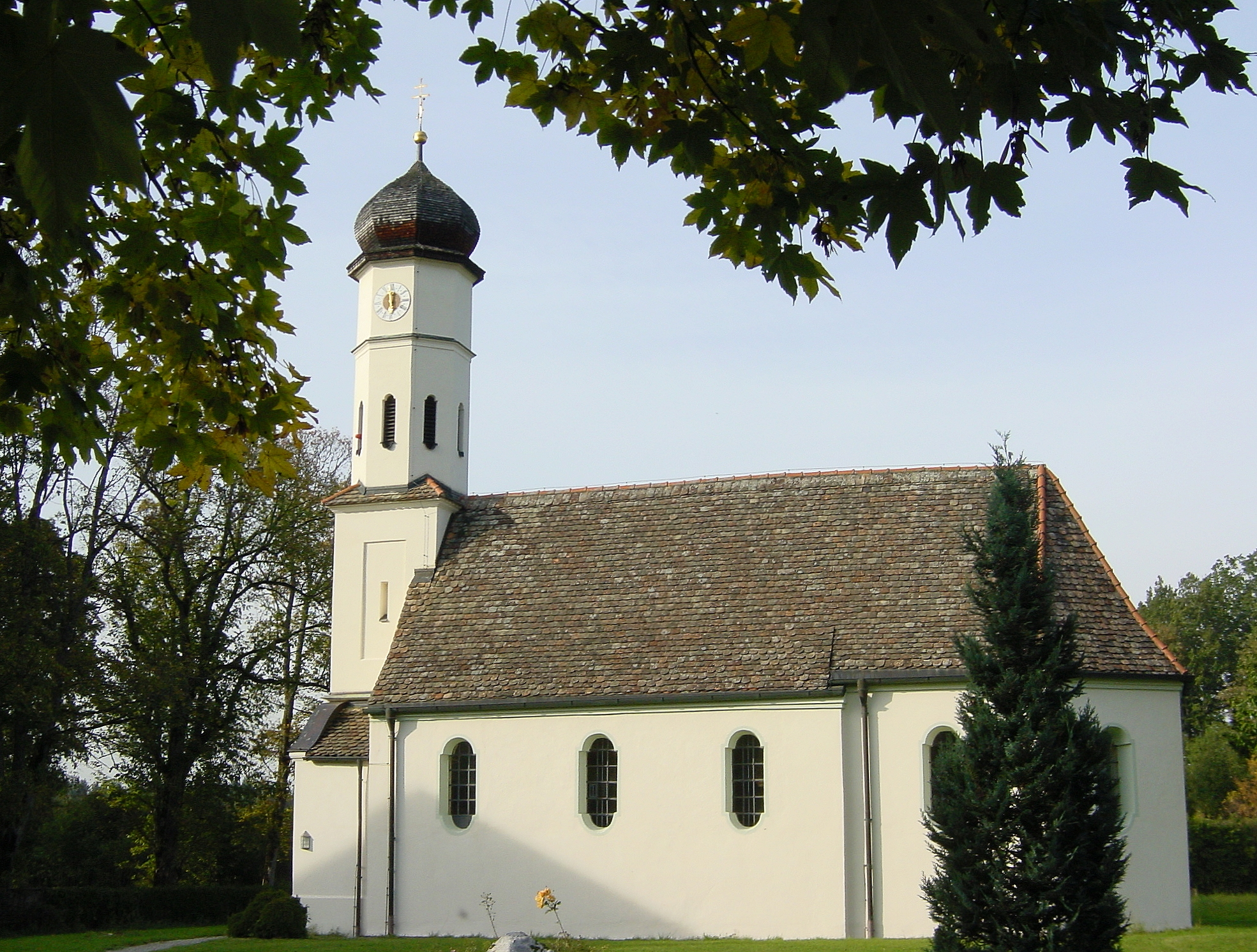
St. Jakobus und Philippus in Mamhofen

Die römisch-katholische Filialkirche St. Jakobus der Ältere und Philippus steht in Mamhofen, einem Stadtteil von Starnberg im oberbayerischen Landkreis Starnberg. Die Kirche steht unter Denkmalschutz und ist in der Liste der Baudenkmäler in Starnberg unter der Nr. D-1-88-139-89 eingetragen. Sie gehört zum Dekanat Starnberg im Bistum Augsburg.

## Beschreibung
Die barocke Saalkirche wurde 1714/15 unter Verwendung von Teilen des abgerissenen Vorgängerbaus errichtet. Sie besteht aus dem Langhaus zu drei Jochen, dem dreiseitig geschlossenen Chor im Osten und dem beidseitig von Vorbauten flankierten Kirchturm im Westen. Von den zwei achteckigen Obergeschossen des mit einer Zwiebelhaube bedeckten Turms enthält das untere den Glockenstuhl und das obere die Turmuhr.
Der Innenraum wird geprägt durch die 1900/01 erfolgte Renovierung. Das Langhaus ist mit einer Decke mit Hohlkehle überspannt, der Chor mit einem Stichkappengewölbe. Der im Chor am Ende des 17. Jahrhunderts gebaute Hochaltar wird von den Skulpturen des Simon Petrus und des Paulus von Tarsus flankiert. Auf dem Altarbild ist die Aufnahme Mariens in den Himmel dargestellt.